# Thulani Serero
Thulani Serero (ur. 11 kwietnia 1990 roku w Soweto) – południowoafrykański piłkarz występujący na pozycji pomocnika. Od 2019 roku występuje w Al-Jazira Club.

## Kariera
Jest wychowankiem Ajaxu Kapsztad. W 2008 roku dołączył do kadry pierwszego zespołu. W 2011 roku został piłkarzem Ajaxu Amsterdam. W rozgrywkach Eredivisie zadebiutował 7 sierpnia 2011 roku w meczu z De Graafschap (4:1).